# Rytmika motoryczna
Rytmika motoryczna opiera się na szybkim tempie i drobnych wartościach rytmicznych, takich jak:
- Szesnastka
- Trzydziestodwójka
- Sześćdziesięcioczwórka
- Stodwudziestoósemka (bardzo rzadko występuje)

Utwory, w których występuje rytmika motoryczna:
1. C. Bohm - Perpetuum mobile
2. F. Chopin - "Walc minutowy"
3. N. Rimski-Korsakow - "Lot trzmiela"